# Cassine balae
Cassine balae là một loài thực vật có hoa trong họ Dây gối. Loài này được Kosterm. mô tả khoa học đầu tiên năm 1986.